# 方程式もの
方程式もの（ほうていしきもの）は、トム・ゴドウィンの短編SF小説『冷たい方程式』に代表される一連のSF作品群のこと。「燃料や食料、酸素に余裕のない航行中の宇宙船に密航者が紛れ込んでいた。密航者のために人員超過となり宇宙船は目的地へ行けなくなる。どうするか?」という設定のもと、密航者の処遇を中心にストーリーが展開される。

## 概要
このテーマの嚆矢となったゴドウィンの『冷たい方程式』では、主人公が操縦する宇宙船に1人の少女が密航したために、宇宙船の燃料が足りなくなり、目的地に無事に到着できないという状況に追い込まれる。そして主人公は悲しみつつも非情にエアロックの外へと少女を放り出した。いわば宇宙版カルネアデスの板（緊急避難）である。
宇宙船の速度、燃料、所要時間、重量などの要素を放り込んだ方程式の解として「密航者は排除すべし」の解が導かれたわけであるが、この結末を読んで納得しきれなかった読者は多かったようで、「少女を救う別の解もあるのではないか」とばかりに、条件や設定を変えた様々な変種が発表された。この一連の作品群を指して、俗に「方程式もの」と呼ばれるようになった。
『冷たい方程式』以前にも同様のテーマを用いた作品が発表されているので、このテーマの元祖とは言えないが、これ以降に発表された一連の作品は本作より直接の影響を蒙っている。
これらの作品は、舞台設定や条件を極限まで絞ったワンアイデア・ストーリーのため、発表された作品のほとんど全部が短編である。

## 基本設定
方程式ものにおける基本的な舞台設定は、以下のようなものが挙げられる。
1. 主人公は、1人ないしは少数の宇宙船クルーである。
2. 宇宙船は、必ずある目的をもって目的地へ到着しなければならない、という使命を持っている。
3. 宇宙船は、燃料や酸素や食料など必須とする物資が必要最小限ギリギリまで切り詰められて航行している。
4. そこに密航者（想定外のイレギュラー）が現れ、計算上目的地までは航行できなくなる（燃料が足りなくなる、酸素が尽きるなど）。
5. 主人公たちは「密航者は排除すべし」の鉄則から、人道的な苦悩に直面する。
6. 試行錯誤のすえ、解法が示される。

舞台は必ずしも宇宙船ではなく、類似した閉鎖的環境で展開されることもある。また、密航者ではなく酸素漏れ等の要因によって生存可能な定員が減るという状況の作品もある。これらの作品群は、大元の『冷たい方程式』が悲劇的結末であり、それに対する別解という背景もあって、大抵は主人公も密航者も助かる結末が用意されているが、その裏をかいてより悲惨な結末に至ることもままある。

## 「方程式もの」一覧
※現状は日本国内における発表作品主体である。類似したシチュエーションの現れる作品についてはカルネアデスの板#作品も参照。

### 日本国外作品

#### 小説作品
- 『冷たい方程式』トム・ゴドウィン（"The Cold Equations"、1954年Astounding誌に掲載、SFマガジン（以下、SFMと略記）1966年11月号に和訳掲載、『世界SF全集32 -世界のSF 現代篇』（早川書房）、『冷たい方程式』（ハヤカワ文庫）に収録。アメリカでテレビ化あり）
- 『破砕の限界』アーサー・C・クラーク（"Breaking Strain"、1949年Thrilling Wonder Stories誌に掲載、SFM1977年3月号『前哨』（ハヤカワ文庫）、『太陽系オデッセイ』（新潮文庫）に収録。前者の訳題は『破断の限界』、後者の訳題は『ひずみの限界』、1994年映画版『スペース・トラップ』公開）
- 『恐竜たちの方程式』ジェイムズ・パトリック・ケリー（"Think Like a Dinosaur"（1995年）、1996年ヒューゴー賞ノヴェレット部門受賞、SFM1997年1月号に和訳掲載）
- 『腕が20本ある月』リーノ・アルダーニ（"La Luna Dalle Venti Braccia" 、短編集"Quarta Dimensione"（1964年）に収録、同短編集『第四次元』（ハヤカワSFシリーズ）に日本語訳掲載）

#### 漫画作品
- タンタンの冒険『月世界探検』エルジェ（1954年）

#### 映画作品
- 『密航者』("Stowaway"　2021年　原作・監督 Joe Penna　配信 Netflix)

### 日本作品

#### 小説作品
- 『解けない方程式』石原藤夫（SFM1968年4月号掲載、『画像文明』（ハヤカワ文庫）に収録）
- 『たぬきの方程式』筒井康隆（SFM1970年2月号掲載、『国境線は遠かった』（ハヤカワ文庫／集英社文庫）に収録）
※燃料節約のために乗組員がコールドスリープに入るが、その直前に…。
- 『フランケンシュタインの方程式』梶尾真治（SFM1978年4月号掲載、『地球はプレイン・ヨーグルト』（ハヤカワ文庫）、『フランケンシュタインの方程式』（ハヤカワ文庫）に収録）
※船長と船員二名のために準備されていた酸素ボンベの一つが、船長によってひそかに金星に密輸するための味噌に置き換えられていた。窒息死を防ぐため、二人はそれぞれの優位な半身を無理やりつなぎ合わせる手術をロボットに行わせる。
- 『連立方程式』堀晃（奇想天外1979年5月号掲載、『梅田地下オデッセイ』（ハヤカワ文庫）に収録）
※本編の他、作中作ないし引用の形で複数の方程式ものから成る。
  1. 「宇宙船は地獄だ!」（ジョン・W・キャンベルの『月は地獄だ!』のパロディ）
  2. 「ヴィーグル号の方程式」（A・E・ヴァン・ヴォークトの『宇宙船ビーグル号の冒険』による一発ネタ）
  3. 「灼熱の方程式」（田中光二風宇宙冒険活劇のパスティーシュ）
  4. 「方程式の使命」（ハル・クレメント『重力の使命』のパロディ）
  5. 「ハチャハチャの方程式」（横田順彌風ハチャハチャSFの文体模写。横田順彌本人が続きを書き継いでいる）
  6. 「オロモルフ号の方程式」（石原藤夫『宇宙船オロモルフ号の冒険』のパロディ）
- 『なまこの方程式』栗本薫（SFM1980年6月号掲載、『火星の大統領カーター』（ハヤカワ文庫）に収録）
- 『究極の方程式』横田順彌（SFM1980年7月号掲載、『謎の宇宙人UFO』（角川文庫）に収録）※堀晃による前掲「ハチャハチャの方程式」の続編。
- 『減量方程式』川又千秋（バラエティ1980年8月号掲載、『一発!』（角川文庫）収録）
- 『予期せぬ方程式』横田順彌（小説CLUB1980年9月号掲載、『予期せぬ方程式』（双葉文庫）に収録）
- 『黄金の方程式』豊田有恒（SFM1980年12月号掲載、『ライダーの挽歌』（集英社文庫）に収録）
※密航者が金塊を強奪した犯罪者たちだったため、複数の密航者たちの裏切り合い・金塊・そして主人公のパイロットの意外な側面という多くの要素が絡む「多元方程式」になる。
- 『変態の方程式』高千穂遙（奇想天外1981年5月号掲載、『てめえらそこをどきやがれ!』（大陸ノベルス）に収録）
密航した美少女をSMプレイで凌辱した後に投棄する。
- 『最後の方程式』栗本薫（SFM1983年3月号掲載、『火星の大統領カーター』（ハヤカワ文庫）に収録）
- 『お茶の間“方程式”劇場』『銀河の夢 鋭SFオリジナル秀作集』（集英社文庫）『たたかう天気予報』（角川文庫）に収録）
船内にいた密航者(?)は、自分自身だった。
もう1人の自分、および更なる密航者をフリーズドライにし、水分を投棄することで、重量問題を解決する。
- 『ロケットガール3　私と月につきあって』野尻抱介（富士見ファンタジア文庫　旧版：1999年・新装版：2007年）
※月着陸船のエンジンが破損し、宇宙飛行士の帰還に際して「方程式もの」的状況が発生する。作中でも「冷たい方程式」という言葉が使われている。
- 『黒い方程式』石持浅海（ミステリマガジン2011年3月号掲載）

#### 漫画作品
- 『修道士の方程式』湯田伸子（1981年 少年少女SFマンガ競作大全集Part10（東京三世社）掲載）
宇宙船に密航した少年を助けるため、乗組員が協力し、船内の壁材や乗組員自身の片脚などを船外投棄する。
後に少年は、方程式の虚数解とも呼べる宇宙空間に船外投棄された密航者を救助するための施設を作り、修道士となる。
- 『アースEpisode II A Planet Named EARTH』天野こずえ（空の謳 - 短編集2作目に収録）
- 『宇宙船ベルビア号遭難』高円寺博原作、石川賢作画（コミックス『時空間風雲録』に収録）
- 『ニッケルオデオン【青】』道満晴明所収「積めない方程式」
アンドロイド・コールドが密航者の少女・フォーミュラを、『冷たい方程式』と同様のシチュエーションで船外に投擲する。ただし、アンドロイドは惑星を吹き飛ばすテロリストに命令されていた。アンドロイドはテロリストの命令に逆らえないが、少女を投擲することでこのことを通報してくれるよう、少女に願いを託す。

#### アニメ作品
- 『機動戦艦ナデシコ』第8話「温めの『冷たい方程式』」
- 『無責任艦長タイラー』第14話「やさしさの方程式」
- 『プラネテス』第20話「ためらいがちの」

ゲーム作品
- 『霜夜ゆく』（2021年10月AppleStoreにて配信）
- 『絶体絶命少女 虚空の方程式』(2023年 フリーゲームとして配信)
ゲームジャンルはSFビジュアルノベル。「冷たい方程式」をオマージュ、リスペクトしていると公言されている。
宇宙遭難者の救助に向かう船に少女が密航し「方程式もの」的状況が発生する。

## 「方程式もの」のパロディ
以下は、解を示していない、あるいはコメディ的なストーリー展開の都合により解が条件から逸脱しているため、厳密には「方程式もの」と呼べないが、「方程式もの」の状況設定を借りたパロディなどになっている作品群である。
小説
・『スターライト☆だんでぃ』火浦功（初出はコバルト文庫、1984年）他スターライトシリーズ
　　　開拓者擁護局に勤務する主人公ボギーこと鳴海甲介が、任務に赴く宇宙船で１６歳の少女密航者ジギーを見つけるが、条件に余裕があったため、以後繰り広げられる珍道中。
- 『ダイエットの方程式』草上仁（SFM1996年掲載、『星雲賞短編SF傑作選 てのひらの宇宙』（創元SF文庫）に収録）（星雲賞受賞作）
「方程式」の状況を利用した命懸けの減量に挑む女性の話。

漫画
- 『くさい方程式』とり・みき（リュウ24号 1984年掲載、『とりみ菌!!』（白泉社ジェッツコミックス）に収録）
100人の乗客に対してたった1人の密航者が増えただけという状況を設定し、総重量を軽くするために全員が衣服を脱ぎ捨てて大便をするという解決策を提示した。
- 『つかれる方程式』吾妻ひでお（月刊Peke1978年9月号掲載、『パラレル狂室』（奇想天外コミックス）・『天界の宴』（双葉社）に収録）
探せば密航者がどんどん出てくるというドタバタギャグ。
- 『やさしい方程式』服部あゆみ（『ラビリンスゲーム』（徳間書店）に収録）
- 『それ行け宇宙パトロール 番外篇 宇宙パトロール前史』あさりよしとお（「The SF comics」1986年掲載、『あさりよしとお短編集』（徳間書店）に収録）
『冷たい方程式』の設定を借りた不条理劇的なドタバタ作品。
- 『魁!!男塾』宮下あきら（集英社）
大気圏外の人工衛星に囚われた男塾塾長・江田島平八が、人工衛星を破壊して脱出後、近くにいた某国の宇宙船に強引に乗り込み、「方程式」の状況が成立するものの、塾長自ら宇宙服一つで大気圏再突入することで解決する。「密航者」が単身での大気圏突入が可能な超人であることを前提とした解であり、「心頭滅却すれば火もまた涼し」の一言で周囲および読者を強引に納得させる（なお、原作の作意では軌道速度からの減速と軟着陸（パラシュートで減速可能ならば不要）のための燃料・推進剤が足りなくなることが問題なので、大気圏再突入が仮に生身で可能であっても力学的には問題はあまり解決していない）。

- 『嵌めたい方程式』あわじひめじ（月刊コミックLO 2011年11月号掲載）
密航者の少女とほぼ同質量のポルノメイド（船員用の高機能ダッチワイフ）を船外投棄し、その代わりに…　
実は宇宙船には想定外の事態のためにいろいろと余裕をもたせてあったので、1人増えても支障はなかったのに少女を騙していた、という二段オチ。

## 参考資料
- ハヤカワ文庫 堀晃『梅田地下オデッセイ』解説（石原藤夫）の3-(8)。
自ら「解けない方程式」で日本SFにおける方程式ものに先鞭を付けた石原による、堀の作品「連立方程式」（同書に収録）の解説が収録されている。当該作の解説といった内容以外に、工学博士石原による方程式の解説、ビブリオグラファー石原による方程式もの作品リスト、等が含まれた力作である。

## 参考リンク
- トロッコ問題